# 里卡多·佩莱斯
里卡多·佩莱斯（西班牙語：Ricardo Peláez，1963年3月14日—），墨西哥男子足球运动员，司职前锋。他曾代表墨西哥国家队参加1998年国际足联世界杯，结果队伍止步十六强赛。